# 北查尔斯顿 (南卡罗来纳州)
北查爾斯頓（英語：North Charleston）是美国南卡羅萊納州查爾斯頓郡和多徹斯特郡的一個城市，因位於查爾斯頓以北而得名。面積160.8平方公里。根據2020年美國人口普查，人口114,852人，是該州第三大城市。
1972年6月12日設市。